# K. J. Apa
Pour les articles homonymes, voir Apa.
K. J. Apa, nom de scène de Keneti James Apa, né le 17 juin 1997 à Auckland, en Nouvelle-Zélande, est un acteur et chanteur néo-zélandais.
Il s'est fait connaître dans son pays d'origine avec le rôle de Kane Jenkins dans le soap opera Shortland Street, et plus globalement en interprétant le héros des comicbooks Archie Andrews dans la série télévisée américaine Riverdale.

## Biographie

### Enfance et formation
K.J. Apa est né et a grandi à Auckland. Fils de Keneti et Tessa Apa, il a deux sœurs aînées prénommées Arieta et Timena. Son père est samoan et est le chef de son village aux Samoa.
Il étudie au King's College à Auckland avant de décider d'entamer une carrière d'acteur.
K.J. Apa a un tatouage distinctif sur son épaule qui rend hommage à son héritage samoan. L'acteur s'est rendu à Samoa avec sa famille à l'âge de 17 ans, après le décès de son grand-père. « Le père de mon père était un grand chef », a-t-il déclaré au New Zealand Herald en 2014. « Et la famille a décidé que mon père prendrait son titre principal, Tupa’i. Plus tard, nous avons décidé de faire un tatouage pour commémorer cela. J'aime les designs polynésiens et samoans », a-t-il déclaré. K.J. Apa a aussi dit qu’il aimerait avoir tout son corps « rasé ». « Le plan initial était que ce soit le début d'un tatouage sur la manche, mais je pense que je dois d'abord avoir de gros bras. »
Selon IMDB, l'acteur mesure 1,80 mètre. Il admet que son personnage de Archie Andrews dans Riverdale est « un objet sexuel », déclarant à Vulture : « c’est toujours étrange de jouer à un objet sexuel ; ce n’est jamais un sentiment naturel. Je ne pense pas que c’est quelque chose auquel je m’habituerai un jour. » « Archie, c'est beaucoup plus que des abdominaux et un corps, ou des rencontres avec des filles et d’autres choses du même genre. C'est un personnage humanisé, et les gens devraient voir au-delà de cela. »
Le jeune comédien est aussi chanteur, guitariste et pianiste. Il a écrit plusieurs chansons.

### Carrière
K.J. Apa commence sa carrière d'acteur en 2013 en rejoignant la distribution principale du soap opera néo-zélandais Shortland Street pour interpréter Kane Jenkins. Il quitte le feuilleton en 2015, après 46 épisodes.
En 2016, il joue dans la mini-série de science-fiction néo-zélandais The Cul De Sac puis en février 2016, il rejoint la distribution du pilote de Riverdale, une série adaptée des personnages de comics du célèbre éditeur Archie Comics, pour interpréter le personnage phare de l'éditeur, Archie Andrews.
En mai 2016, la série est officiellement commandée. Elle est diffusée depuis le 26 janvier 2017 sur le réseau The CW.
En 2017, il fait ses débuts au cinéma en interprétant la version jeune du personnage interprété par Dennis Quaid, Ethan Montgomery, dans le film Mes vies de chien. Il est également à l'affiche du film indépendant Altar Rock, inspiré de l'attentat du Marathon de Boston en 2013.

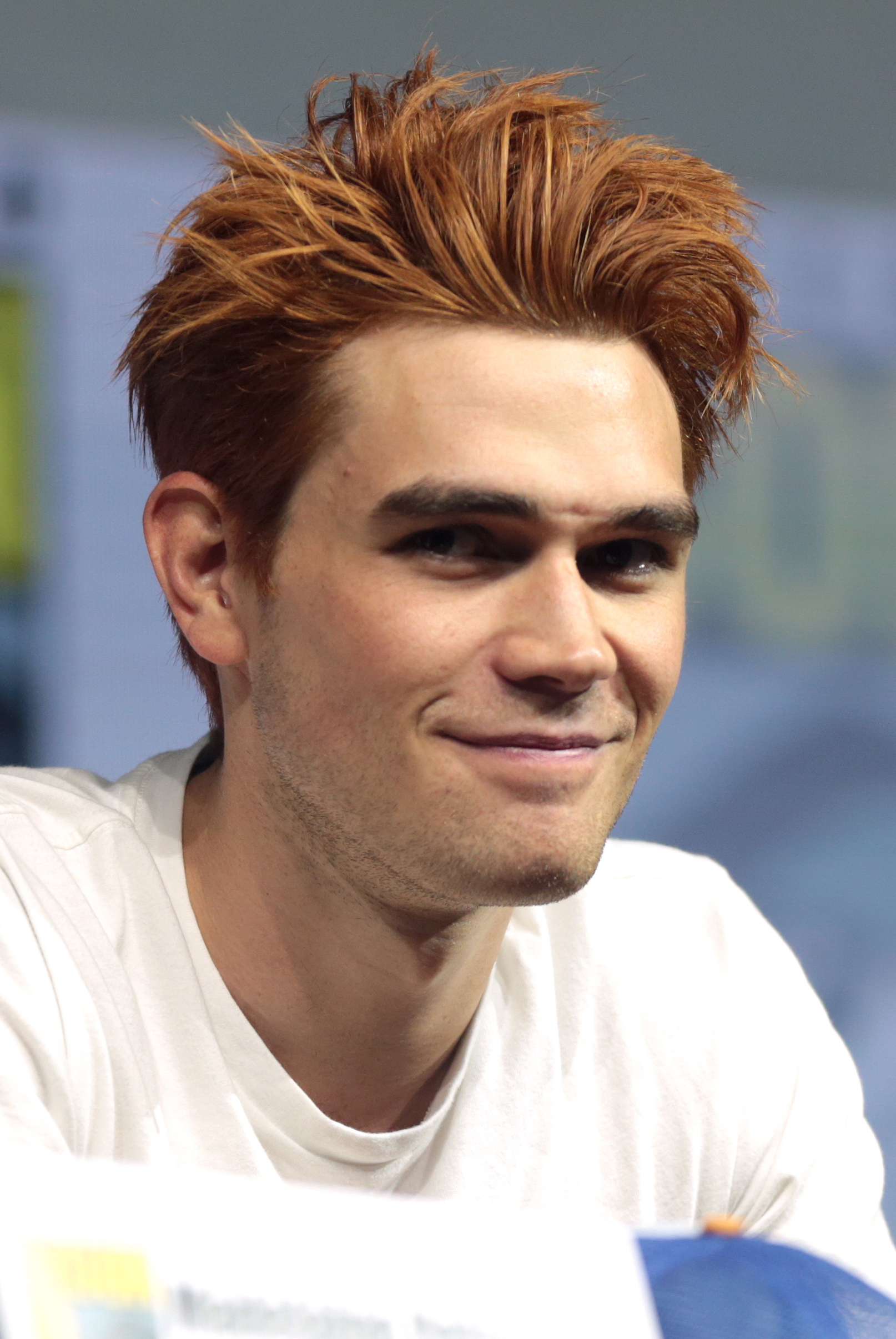
K.J. Apa au Comic-Con de San Diego en 2018.

En juin 2018, Netflix a annoncé avoir fait l’acquisition de la comédie romantique The Last Summer, de William Bindley. Il sera aux côtés de Tyler Posey et Maia Mitchell. Le film sera disponible le 2 mai 2019 sur Netflix,.
Il incarne également le rôle de Chris dans le film "The Hate U Give : La Haine qu'on donne" aux côtés d'Amandla Stenberg.
En mai 2019, il rejoint la distribution du film biographique, J'y crois encore (I Still Believe) d'Andrew et Jon Erwin pour interpréter le rôle de la star de la musique chrétienne, Jeremy Camp et de sa femme, Melissa Camp interprétée par Britt Robertson. Il est également aux côtés de Nathan Dean Parsons, Melissa Roxburgh, Shania Twain et Gary Sinise,. Pour le film, K.J. Apa a chanté ses propres interprétations de plusieurs chansons écrites par Jeremy Camp pendant la période de sa vie représentée dans le film, y compris "I Still Believe (en)", "Walk by Faith (en)", "This Man (en)", "Right Here (en)", " My Desire " et "Find Me in the River". Le film est sorti le 13 mars 2020 aux États-Unis et le 26 juin 2020 en France.
En juillet 2020, il rejoint la distribution du film Songbird réalisé par Adam Mason et produit notamment par Michael Bay. La distribution principale est menée par Sofia Carsone et KJ Apa, et comprend également Demi Moore, Craig Robinson, Peter Stormare et Paul Walter Hauser, Bradley Whitford, et Jenna Ortega.
En juin 2022, il rejoint la distribution du film One Fast Move (en) réalisé par Kelly Blatz. Il met en vedette KJ Apa, Eric Dane, Maia Reficco (en), Edward James Olmos et Austin North. Le film est sorti sur Prime Video le 8 août 2024.
En 2024, il rejoint la distribution du film romantique The Map That Leads to You (en) adapté du roman éponyme de J.P. Monninger et réalisé par Lasse Hallström. La distribution principale est menée par Madelyn Cline et KJ Apa, et comprend également Sofia Wylie, Madison Thompson et Josh Lucas. Le film sortira sur Prime Video le 20 août 2025.
En avril 2024, il rejoint la distribution de la comédie américaine Let's Have Kids! (en) réalisé par Adam Sztykiel (en). La distribution principale est menée par Karen Gillan et Zoë Chao, et comprend également KJ. Apa, Sam Richardson, Max Greenfield, Ed Begley Jr., et Mary Steenburgen.

### Vie privée
KJ Apa est le neveu de l'ancien joueur et entraîneur d'union de rugby Michael Jones.
En septembre 2017, il a été impliqué dans un accident de voiture mineur à Vancouver, mais il n'a pas été blessé lorsque le côté passager de sa voiture a percuté un lampadaire. L'accident, survenu tard dans la nuit, aurait été causé par un endormissement au volant après une longue journée de tournage.
Il a été élevé dans une famille chrétienne et a déclaré qu'il était chrétien. En septembre 2022, il a reçu le titre de matai de Savae de son village natal Moata'a à Samoa.
De décembre 2019 à mars 2024, il est en couple avec la mannequin française Clara Berry. Ils ont eu un garçon né le 23 septembre 2021, Sasha Vai Keneti Apa.

## Filmographie

### Cinéma
- 2017 : Mes vies de chien (A Dog's Purpose) de Lasse Hallström : Ethan Montgomery adolescent
- 2017 : Altar Rock de Andrzej Bartkowiak : Niko
- 2018 : The Hate U Give : La Haine qu'on donne de George Tillman Jr. : Chris
- 2019 : The Last Summer de William Bindley : Griffin
- 2019 : Altar Rock de Andrzej Bartkowiak : Niko
- 2020 : J'y crois encore (I Still Believe) d'Andrew et Jon Erwin : Jeremy Camp
- 2020 : Songbird d'Adam Mason : Nico
- 2024 : One Fast Move (en) de Kelly Blatz : Wes Neal
- 2025 : La carte qui mène jusqu'à toi (en) (The Map That Leads to You) de Lasse Hallström : Jack
- 2025 : Let's Have Kids! (en) d'Adam Sztykiel (en) : Rob

### Séries télévisées
- 2013 - 2015 : Shortland Street : Kane Jenkins (46 épisodes)
- 2016 : The Cul De Sac : Jack (6 épisodes)
- 2017-2023 : Riverdale : Archie Andrews (rôle principal, 137 épisodes) / Fred Andrews adolescent (saison 3, épisode 4)

## Discographie

### Bande-originale
- 2017 : Riverdale : Original Television Soundtrack - Season 1 (6 chansons)
- 2018 : Riverdale : Original Television Soundtrack - Season 2 (1 chanson)
- 2018 : Riverdale : Original Television Soundtrack - Special Episode : "Carrie The Musical" (4 chansons)
- 2019 : Riverdale: Original Television Soundtrack - Season 3 (2 chansons)
- 2019 : Riverdale: Original Television Soundtrack - Special Episode: "Heathers The Musical" (4 chansons)
- 2020 : I Still Believe: Original Motion Picture Soundtrack

## Voix francophones
| En France - Gauthier Battoue dans : - Mes vies de chien - Riverdale (série télévisée) - The Hate U Give : La Haine qu'on donne - The Last Summer - Songbird - One Fast Move (en) Et aussi - Maxime van Santfoort dans J'y crois encore | Au Québec - Alexandre Bacon dans : - La Haine qu'on donne - Phénix Et aussi - Louis-Philippe Berthiaume dans Mes vies de chien - Frédéric Millaire-Zouvi dans Virage serré (en) |

## Distinctions
Sauf indication contraire, les informations mentionnées dans cette section peuvent être confirmées par la base de données cinématographiques IMDb,  présente dans la section « Liens externes ».
| Année | Prix                                     | Catégorie                                            | Nomination      | Résultat   |
| ----- | ---------------------------------------- | ---------------------------------------------------- | --------------- | ---------- |
| 2019  | 21e cérémonie des Teen Choice Awards     | Meilleur acteur de l'été                             | The Last Summer | Nomination |
| 2019  | 21e cérémonie des Teen Choice Awards     | Meilleur acteur dans une série dramatique            | Riverdale       | Nomination |
| 2019  | 45e cérémonie des Saturn Awards          | Meilleur jeune acteur de télévision                  | Riverdale       | Nomination |
| 2019  | 45e cérémonie des People's Choice Awards | Star masculine de série télévisée de l'année         | Riverdale       | Nomination |
| 2018  | 44e cérémonie des Saturn Awards          | Meilleur jeune acteur de télévision                  | Riverdale       | Nomination |
| 2018  | 20e cérémonie des Teen Choice Awards     | Meilleur acteur dans une série dramatique            | Riverdale       | Nomination |
| 2018  | 20e cérémonie des Teen Choice Awards     | Meilleure alchimie dans une série avec Camila Mendes | Riverdale       | Nomination |
| 2018  | MTV Movie & TV Awards 2018               | Meilleur baiser avec Camila Mendes                   | Riverdale       | Nomination |
| 2018  | 44e cérémonie des People's Choice Awards | Star de série télévisée dramatique de l'année        | Riverdale       | Nomination |
| 2017  | 19e cérémonie des Teen Choice Awards     | Révélation masculine/féminine à la télévision        | Riverdale       | Nomination |
| 2017  | 43e cérémonie des Saturn Awards          | Meilleur jeune acteur de télévision                  | Riverdale       | Nomination |
| 2017  | 43e cérémonie des Saturn Awards          | Meilleur acteur dans une série dramatique            | Riverdale       | Lauréat    |